# باشگاه فوتبال اتلتیکو آرتزو
باشگاه فوتبال اتلتیکو آرتزو یک باشگاه حرفه‌ای که در سری سی است و در شهر آرتزو در کشور ایتالیا حضور دارد. این باشگاه در سال ۱۹۲۳ بنا نهاده شده‌است.